# Foxtel
Foxtel ist ein australischer Pay-TV-Programmanbieter.

## Allgemeines
News Corporation hält 65 %, Telstra 35 Prozent der Anteile.
Nach dem Konkurs des Satellitenbetreibers Galaxy und der Fusion mit dem Telekommunikationskonzern News Corporation (Eigentümer von Sky Cable Pty Ltd.) wuchs Foxtel zum größten Pay-TV-Programmanbieter in Australien.

## Programme
Foxtel sendet etwa 20 Programme in australischen Fernsehkabelnetzen.

## 4K oder UHD-1
An dem 14. August 2018 hat der CEO Patrick Delany angekündigt, dass Foxtel seit dem Oktober 2018 (als erster in Australien) Fernsehprogramme in 4K senden werde. Gemeint ist jedoch vermutlich nicht die Kinonorm 4K mit 4096 × 2160 Pixeln (siehe 4K2K), sondern die Fernsehnorm UHD-1 mit 3840 × 2160 Pixeln (siehe Ultra High Definition Television), die oft fälschlicherweise als 4K bezeichnet wird.